# Велика традиційна і символічна ложа Опера
Велика традиційна і символічна ложа Опера (ВТСЛО) (фр. Grande Loge traditionnelle et symbolique Opéra — масонська велика ложа, що з'явилася в результаті розколу Великої національної ложі Франції (ВНЛФ) в 1958 році.

## Історія
У 1958 році, сім лож ВНЛФ, на чолі з ложею «Центр друзів» (фр. Centre des Amis), вийшли з ВНЛФ, щоб заснувати «Французьку велику національну ложу Франції — Опера» (Grande Loge nationale française — Opéra). Сама назва Опера вказує на адресу штаб-квартири нової ложі .
Розкол був викликаний двома причинами:
1. Сильним впливом англійських братів на ВНЛФ (близько 25 % масонів в ВНЛФ були англійці).
2. Прагнення до встановлення братерських відносин з іншими ложами[3] .

Таким чином, через три роки, новий послух (ВТЛСО) встановив братські відносини з іншими масонськими організаціями вступивши в «Центр зі зв'язків та інформації масонів, які підписали акт в Страсбурзі» (CLIPSAS) .
У 1982 році «ВНЛФ — Опера» була перейменована в «Велику традиційну і символічну ложу Опера», або ВТСЛО. Зміна назви була мотивована бажанням уникнути плутанини і краще диференціювати себе від оригінальної назви ВНЛФ і «Французької національної ложі», заснованої в 1968 році .

### Поточна ситуація
ВТСЛО налічує близько 4500 членів в майже 300 ложах, як у Франції, так і в усьому світі .
З Великої ложею Франції, ВТСЛО, в 2000 році, ініціювала створення Конфедерації об'єднаних великих лож Європи, в яку входять традиційні символічні великі ложі, що невизнані Об'єднаною великою ложею Англії .

### Федеральна структура
ВТСЛО є федерацією французьких і іноземних лож. Штаб-квартира ВТСЛО знаходиться у Франції, але також є представництва в Бельгії, Іспанії, Італії, Бразилії, Таїланді і Африці. Що стосується останньої, то там була створена в 2010 році «Велика традиційна символічна ложа Африки» (ВТСЛА,) що об'єднала ложі Сенегалу, Республіки Конго, Беніну, Кот-д'Івуару, Малі і Того. Хоча ВТСЛА і контролюється ВТСЛО в питаннях дотримання статутів і традицій ложі, з точки зору поваги і загальної культури цей африканський послух має свою власну автономію. Те ж саме і з «Великою традиційною символічною ложею Мадагаскару», що заснована в 1993 році 25 ложами .
На чолі ВТСЛО знаходиться великий майстер, якого обирають таємним голосуванням на Конвенті на термін не більше трьох років. Французькі ложі згруповані в шести регіонах. У Великого майстра 6 заступників, які несуть відповідальність за ложі в кожному регіоні. Кожна ложа знаходиться під наглядом і управлінням федерального радника, який обирається місцевими органами (радник спостерігає за декількома ложами в тому ж регіоні). Федеральні радники знаходяться під владою помічників великого майстра.
У січні 2011 року, Жан Дюбар, був обраний 63 великим майстром ВТСЛО. Він був ініційований в масонство тридцять років тому, і ніс в останні роки велику відповідальність, так як виконував обов'язки заступника великого майстра .
Існує також «Великий федеральний коледж», який відповідає за правові аспекти, і «комітет мудреців», що складається з колишніх великих майстрів. Комітет мудреців є останньою інстанцією в судових рішеннях послуху, а також контролює правильність загального функціонування управлінських органів (за аналогією з «Конституційною радою») .

### Використовувані статути
«Виправлений шотландський статут» є офіційним статутом ВТСЛО. Це означає, що всі офіційні церемонії проходять згідного цього статуту .
Також практикуються такі статути:
- Древній і прийнятий шотландський статут
- Французький статут
- Ритуал Емулейшн
- Йоркський статут
- Стандартний шотландський ритуал

## Участь в об'єднанні «Французьке масонство»
У 2001 році у Франції було засновано об'єднання масонських великих лож під назвою «Французьке масонство» (ФМ). В нове об'єднання крім ВТСЛО увійшли ще вісім французьких послухів .
У жовтні 2002 року з ініціативи тих же дев'яти послухів був створений Інститут масонства Франції (ІМФ) .